# Major Davel (Schiff)

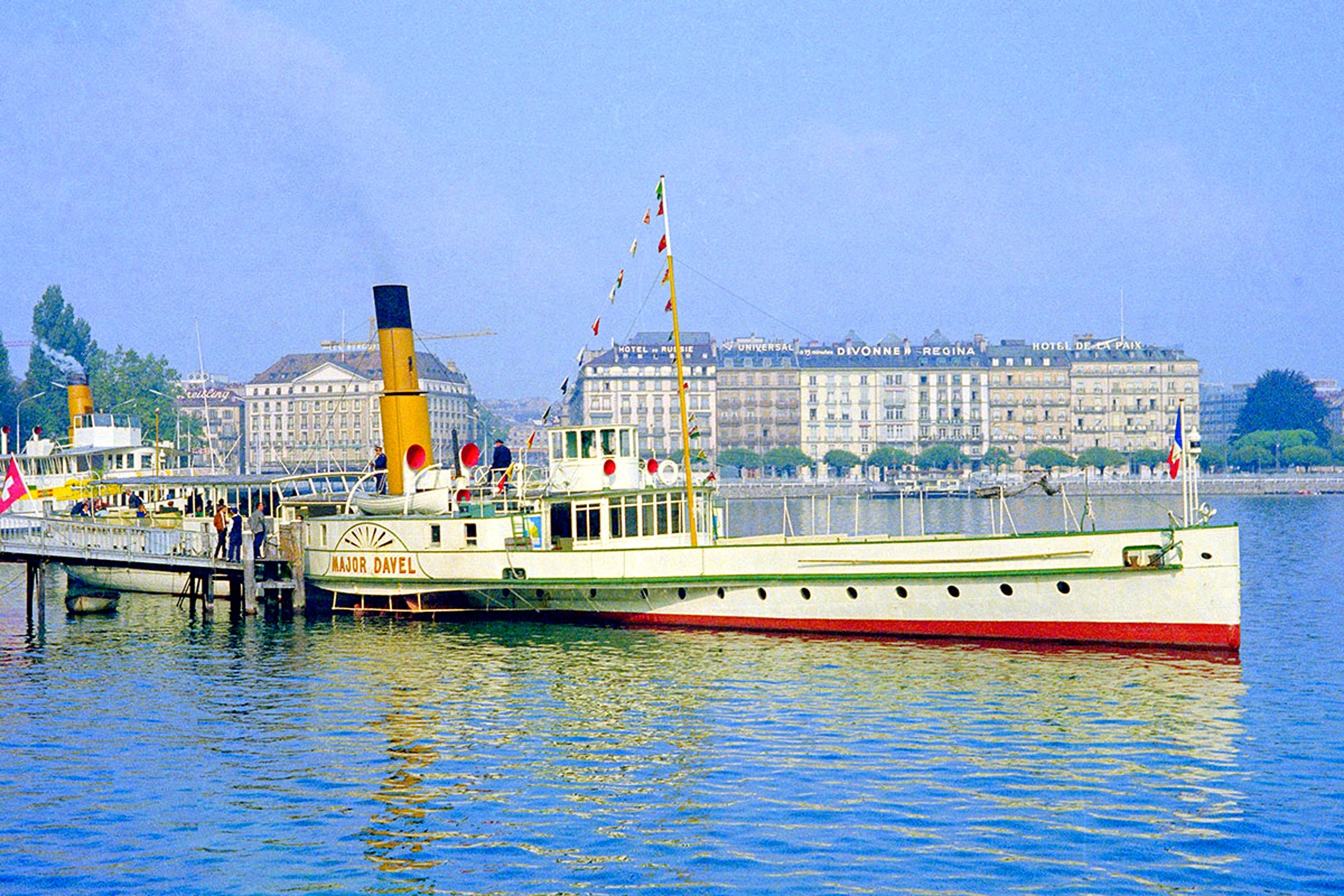
Die Major Davel an einer Anlegestelle in Genf (1967)

Die Major Davel war ein Dampfmaschinenschiff, das von 1892 bis 1967 auf dem Genfersee verkehrte. Der Salondampfer erhielt seinen Namen zum Andenken an den Waadtländer Freiheitskämpfer Jean Daniel Abraham Davel (1670–1723), genannt «Major Davel».

## Geschichte
Die Transportgesellschaft Compagnie générale de navigation sur le lac Léman (CGN) bestellte Anfang der 1890er Jahre bei der Maschinenfabrik Escher Wyss in Zürich ein schnelles Dampfschiff für den Verkehr auf dem Genfersee. Die Konstruktionsarbeiten am Schaufelraddampfer begannen in der Zürcher Fabrik im Jahr 1891, und am 13. September 1892 fand in Ouchy bei Lausanne der Stapellauf des im Rohbau fertigen Schiffes statt. Bei der ersten Versuchsfahrt über den Genfersee kollidierte die Major Davel wegen dichten Nebels mit der Quaimauer des Hafens von Evian; sie konnte jedoch aus eigener Kraft nach Ouchy zurückkehren, wo die Schäden repariert wurden.
Nach einer weiteren Probefahrt von Lausanne nach Genf erhielt das 51,75 Meter lange und 14,3 Meter breite Schiff die behördliche Betriebsbewilligung für die Beförderung von maximal 700 Passagieren. Seit dem 1. Oktober 1882 stand die Major Davel im fahrplanmässigen Einsatz.
Grössere Unterhaltsarbeiten fanden am Schiff 1910, von 1926 bis 1927 und 1937 statt. Während des Zweiten Weltkriegs war es stillgelegt. 1963 wurde die Dreizylinder-Dampfmaschine auf Schwerölfeuerung umgestellt. 1967 wurde das Schiff ausser Dienst gestellt und der Antrieb ausgebaut. Die CGN verkaufte es 1969 an Privatpersonen aus Frankreich, die es zeitweise als Veranstaltungslokal nutzten. 1990 wurde die ehemalige Major Davel in der Rhôna-Werft in Le Bouveret von der Firma Thévenaz-Leduc SA abgewrackt. Die letzte Fahrt des Schiffes über den See hat Octave Heger in einem Dokumentarfilm festgehalten.

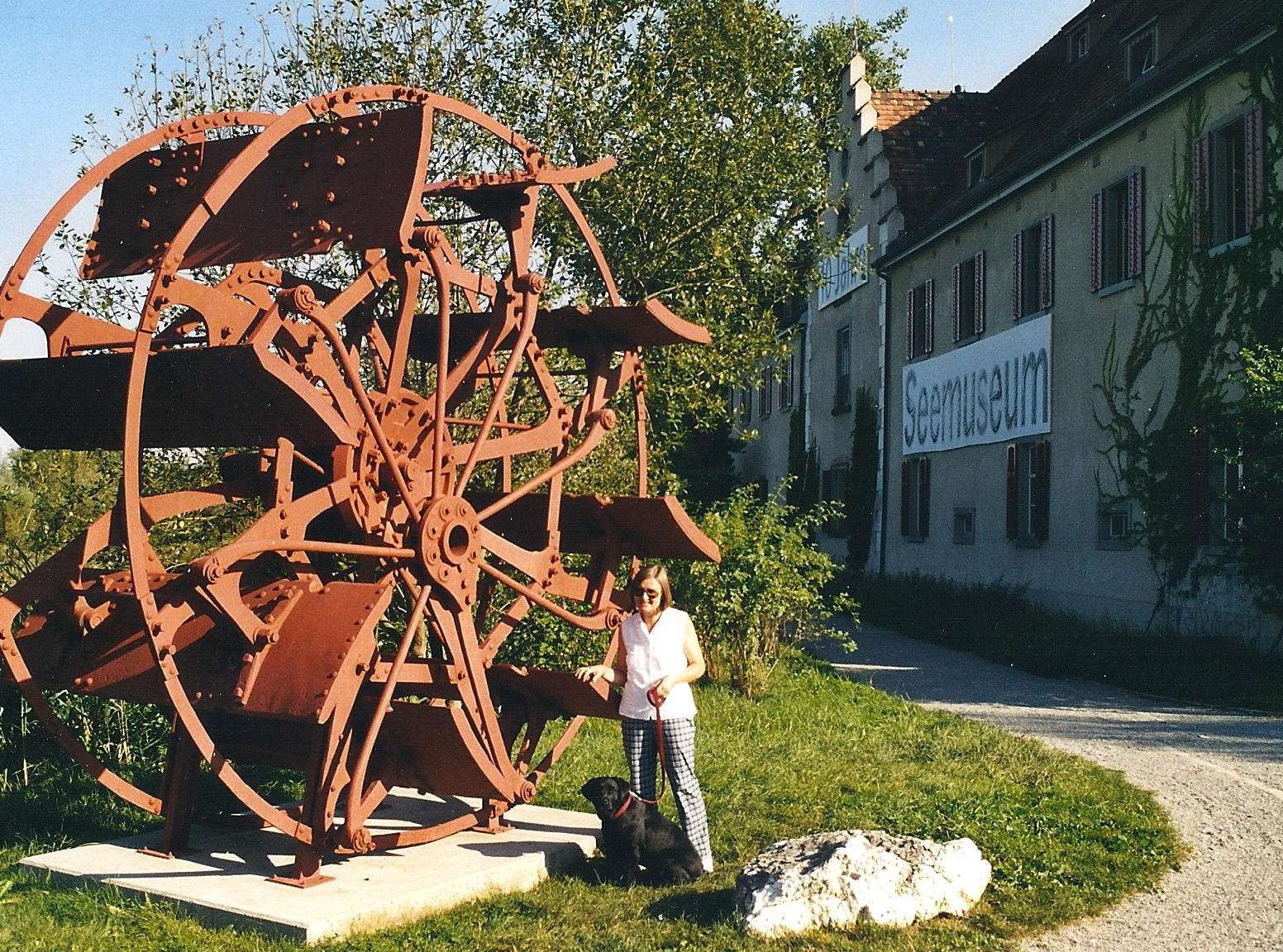
Schaufelrad von der Major Davel als Ausstellungsobjekt im Freigelände des Seemuseums in Kreuzlingen am Bodensee

Die Antriebsmaschine der Major Davel gelangte um 1974 in das Verkehrshaus der Schweiz in Luzern, das auch ein kleines Schiffsmodell dieses Fahrzeugs zeigt. Eines der Schaufelräder des Raddampfers steht als Ausstellungsobjekt im Freigelände beim 1993 gegründeten Seemuseum in Kreuzlingen. Auch das Musée des Traditions et des Barques du Léman in Saint-Gingolph besitzt ein Schiffsmodell der Major Davel.